# Radio Grude
Radio Grude je lokalna radijska postaja čije je sjedište u Grudama. Emitira na hrvatskom jeziku na 90,9 i 95,5 MHz. 
Frekvencija 90,9 MHz je čujna u i oko Mostara, Čapljine i Stoca, a 95,5 MHz na Širokom Brijegu, Posušju, Ljubuškom, Imotskom, Grudama i Tomislavgradu.

## Povijest
Eksperimentalno emitiranje prvi put je bilo 30. travnja 1998. godine. Službeno je osnovana je 18. studenoga 1998. godine. 
Program emitira i na internetu.  
Postaja emitira 24 sata dnevno. Programsku shemu čini rock i zabavna glazba, domaća hrvatska narodna glazba - gange i gusle, kratke informacije, ležerni voditeljski pristup, a na postaji radi pet djelatnika.

## Vanjske poveznice
- Službene stranice
- Facebook